# Cimetière national de Séoul
Le cimetière national de Séoul (Hangeul : 국립서울현충원) est situé à Dongjak-dong, dans le district du Dongjak-gu, à Séoul en Corée du Sud. Lorsqu'il a été créé par le décret présidentiel de Syngman Rhee en 1956, il s'agissait du seul cimetière national du pays. Lorsque le cimetière a atteint sa capacité maximale au début des années 1970, le cimetière national de Daejeon a été créé, en 1976. Les deux cimetières avaient été surveillés par le ministère de la Défense nationale jusqu'en 2005, mais en 2006, le cimetière national de Daejeon a été transféré au ministère des Affaires des patriotes et des Anciens combattants.
Le cimetière est réservé pour les anciens combattants coréens, y compris ceux qui sont morts dans le mouvement d'indépendance coréen, la Guerre de Corée et la Guerre du Vietnam.
En août 2005, une visite de la délégation Nord-coréenne au cimetière a suscité une controverse. La délégation était menée par Kim Ki-Nam, et dénombrait 182 fonctionnaires. La visite n'a pas seulement suscité l'indignation parmi ceux qui s'opposent à des relations plus chaleureuses avec le Nord, mais a également soulevé la crainte qu'une délégation du Sud soit amenée à rendre hommage à Kim Il-sung à Pyongyang dans le futur.
Le défunt président Kim Dae-Jung y a été enterré le 23 août 2009.
Le Cimetière National de Séoul est près de la Station de Dongjak sur la Ligne 4 ou la Ligne 9 du métro de Séoul. Hormis quelques exceptions, le Cimetière National de Séoul est en libre accès.

## Personnes notables enterrées

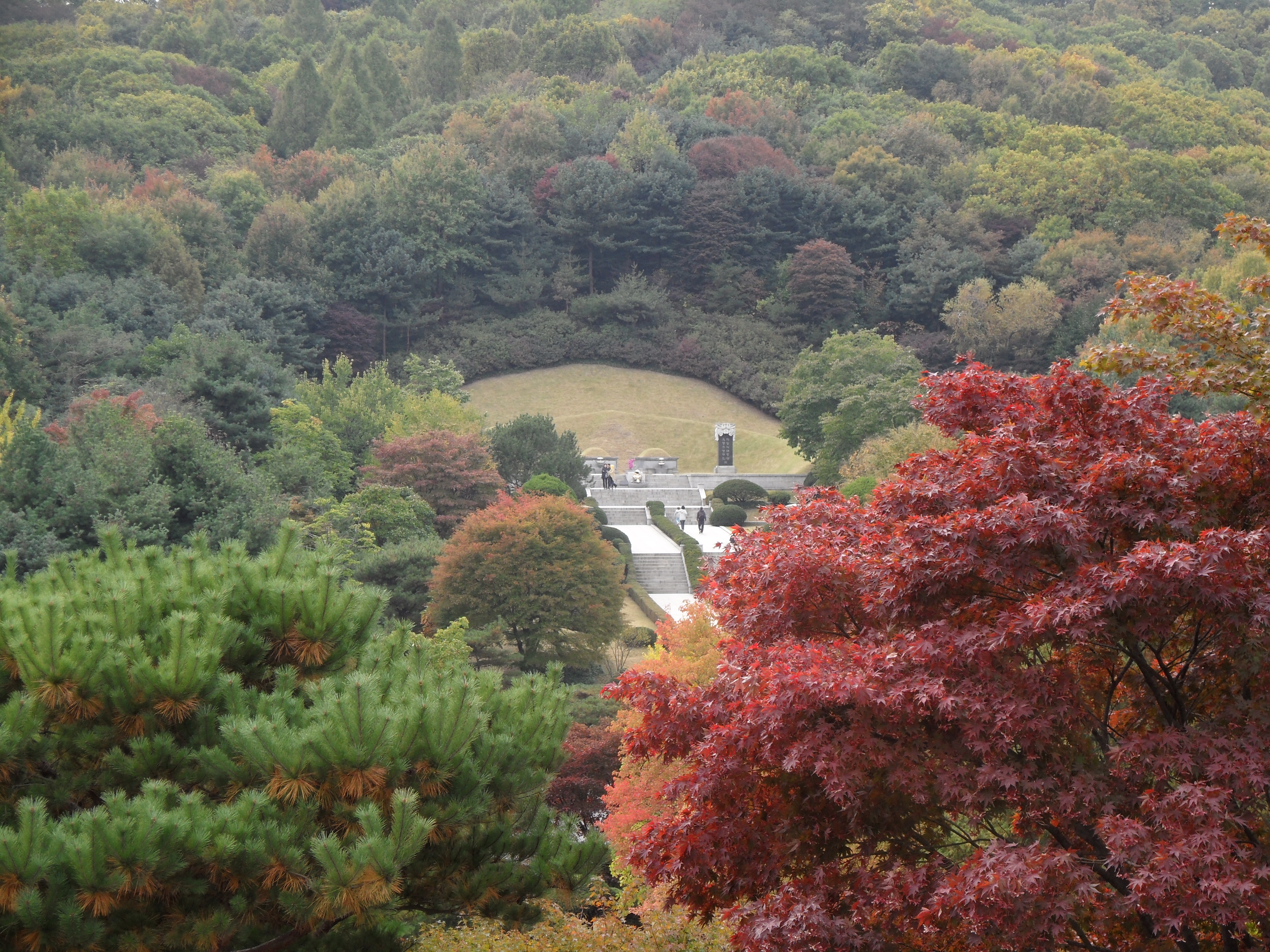
La tombe du Président Park Chung Hee à Séoul dans le Cimetière National

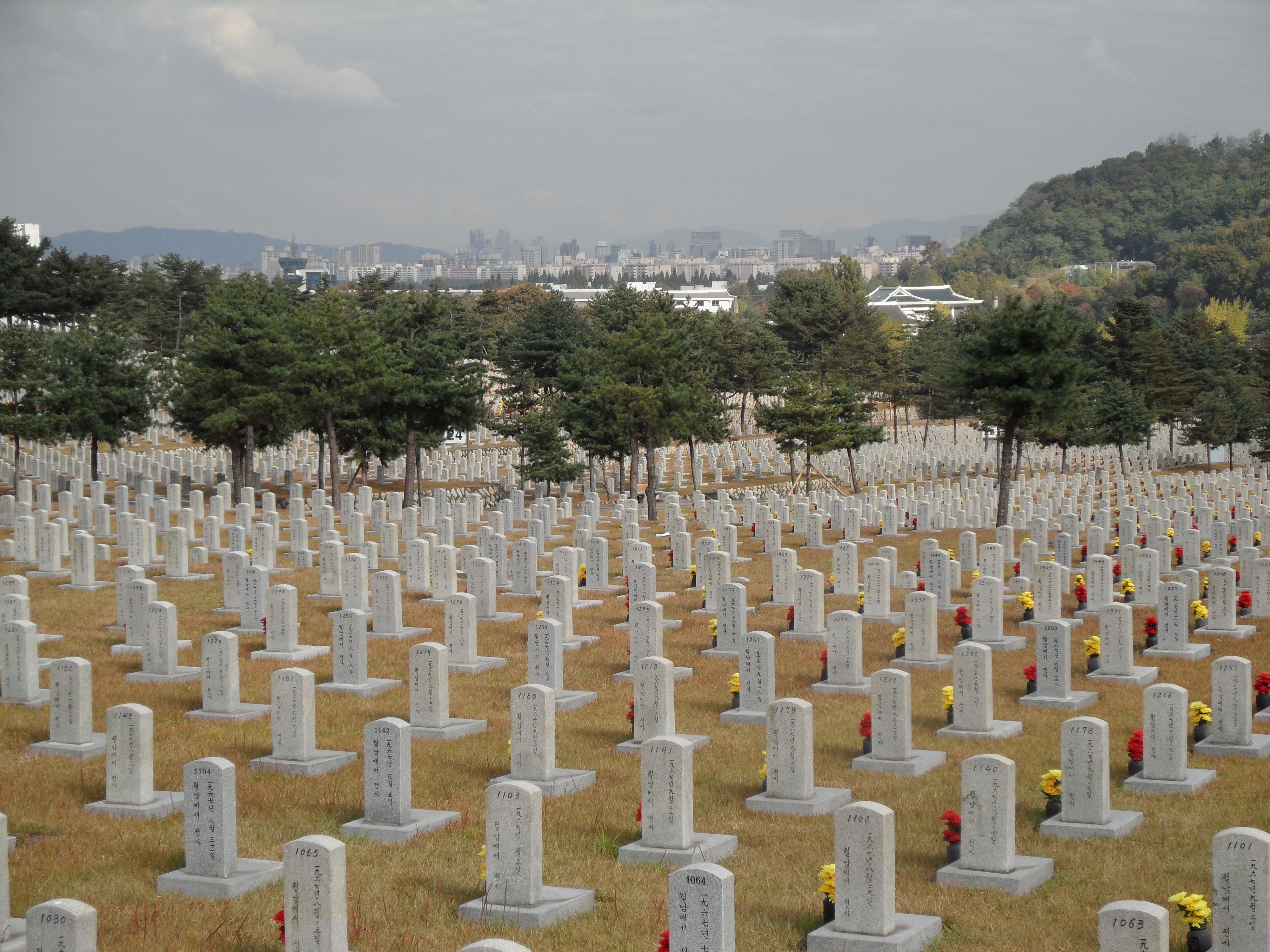
26e sanctuaire du cimetière national de Séoul

- Syngman Rhee – Président de la Corée – enterré en 1965
- Park Chung-hee – Président de la Corée – enterré en 1979
  - Yuk Young-soo – épouse du Président Park – enterrée en 1974
- Kim Dae-jung – Président de la Corée – enterré en 2009
- Kim Young-sam – Président de la Corée – enterré en 2015[3]
- Lee Beom-seok – Premier Ministre – enterré en 1972
- Park Tae-joon – Fondateur de la POSCO – enterré en 2011
- Chae Myung-shin – Général du Corps des Marines de la République de Corée – enterré en 2013
- Jang In-hwan – activiste coréen indépendantiste, et meurtrier de Durham Stevens – enterré en 1975
- Yi Cheol-seung – Membre de l'Assemblée Nationale de Corée du Sud.

## Incidents et controverse

### Attentat à la bombe à la porte du Cimetière national de Séoul
Le 22 juin 1970, trois agents nord-coréens ont fait irruption dans le cimetière et ont y placé une bombe. Un agent a été tué lorsque la bombe a été accidentellement explosé,.

### Visite de la délégation nord-coréenne
Le 14 août 2005, un groupe de délégation nord-coréennene, comprenant le Vice-Président du Comité nord-coréen de la paix et de la réunification, a visité le Cimetière national de Séoul.

### Kim Dae-jung
En 2009, lorsque Kim Dae-jung est mort, il a été décidé de l'enterrer dans Séoul, et pas dans zone de Daejeon qui était le lieu prévu au départ.